# Huhtasuo (quartier)
Huhtasuo est un quartier de Jyväskylä en Finlande.

## Description
À Huhtasuo se trouvent l'hôpital psychiatrique de Kangasvuori, une plage et deux étangs Kaakkolampi et Kangaslampi.

## Lieux et monuments

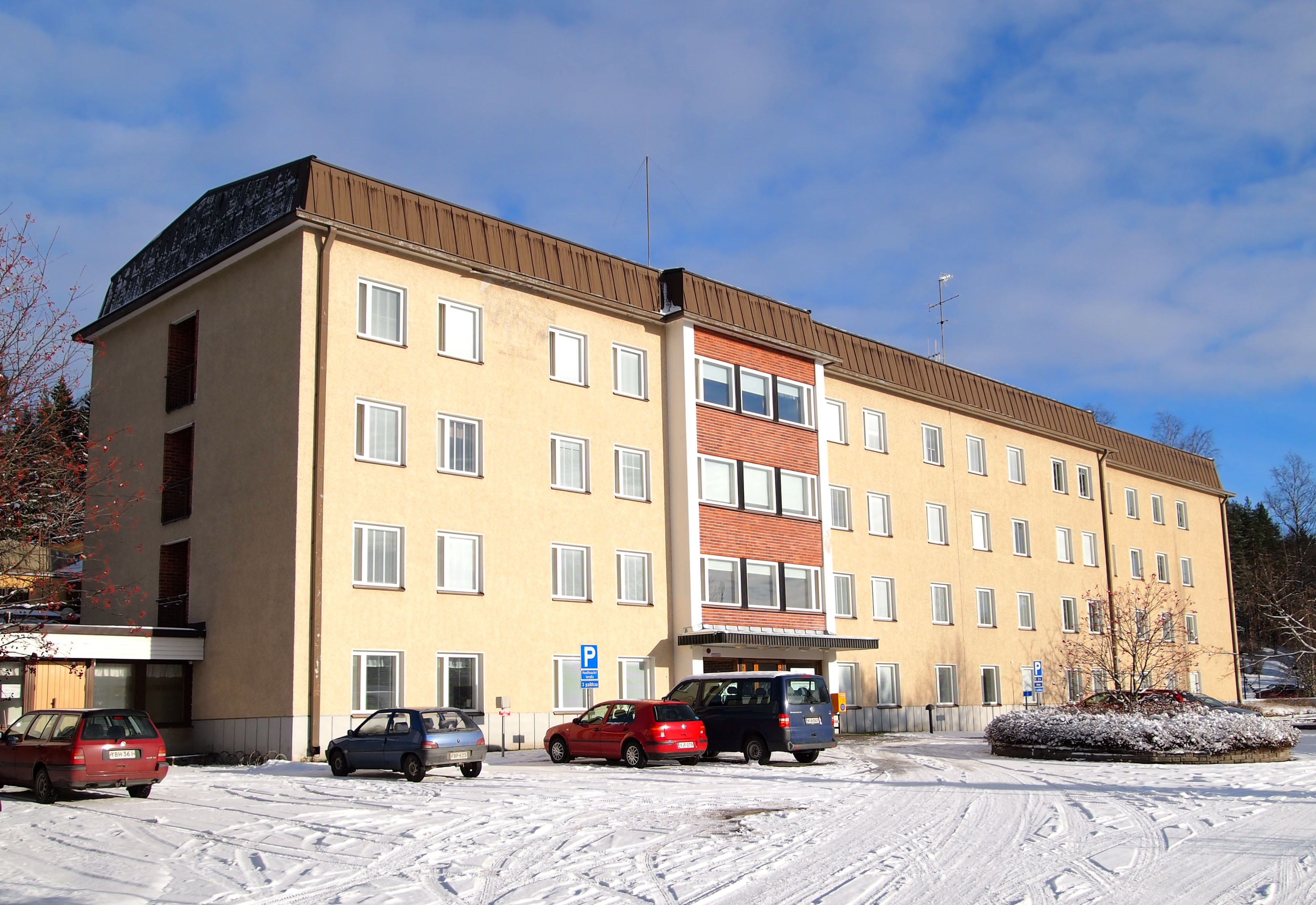
L'hôpital psychiatrique de Kangasvuori.
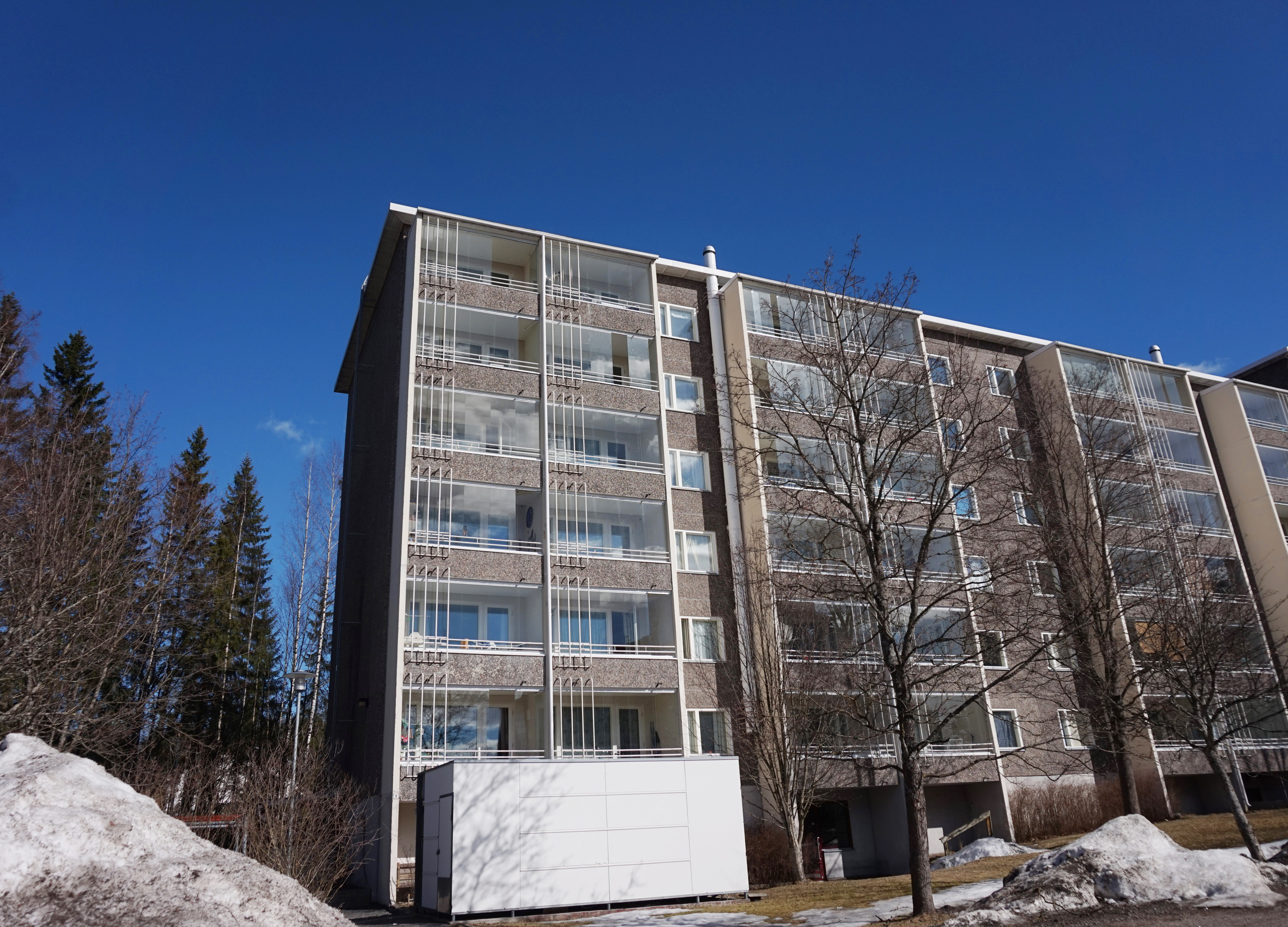
Immeuble de la rue Kulottajantie.
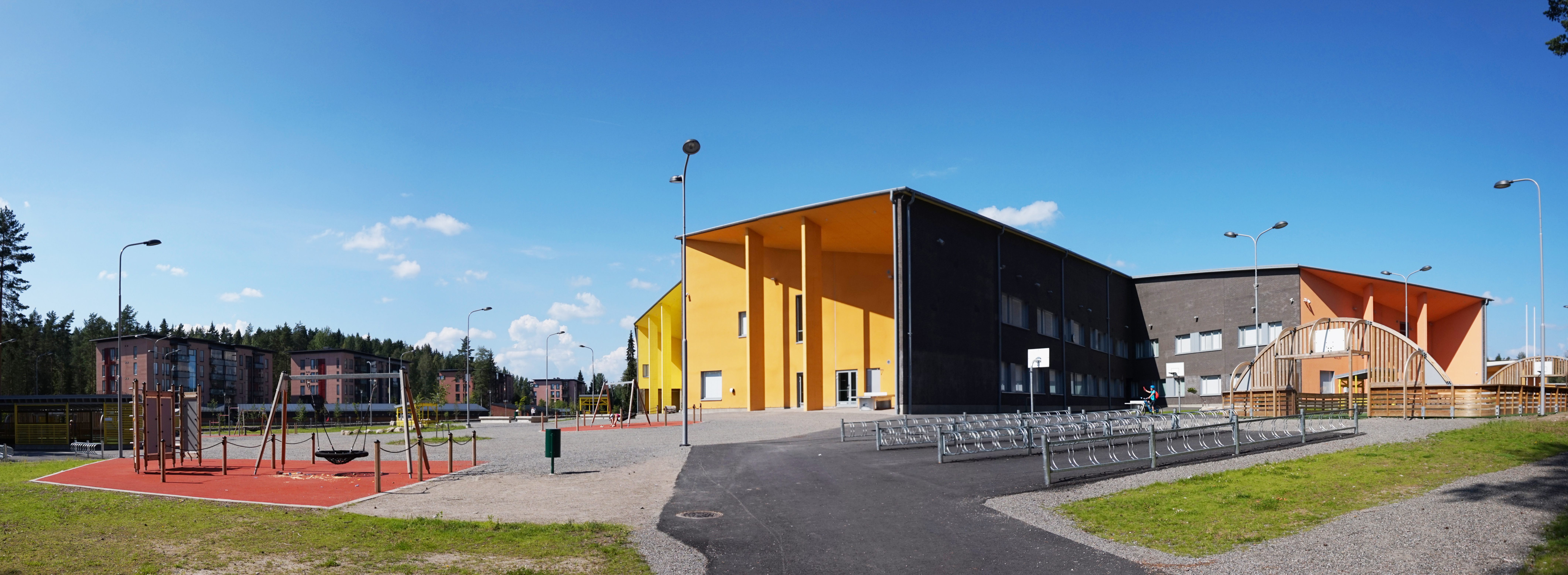
L'école primaire de Huhtasuo.

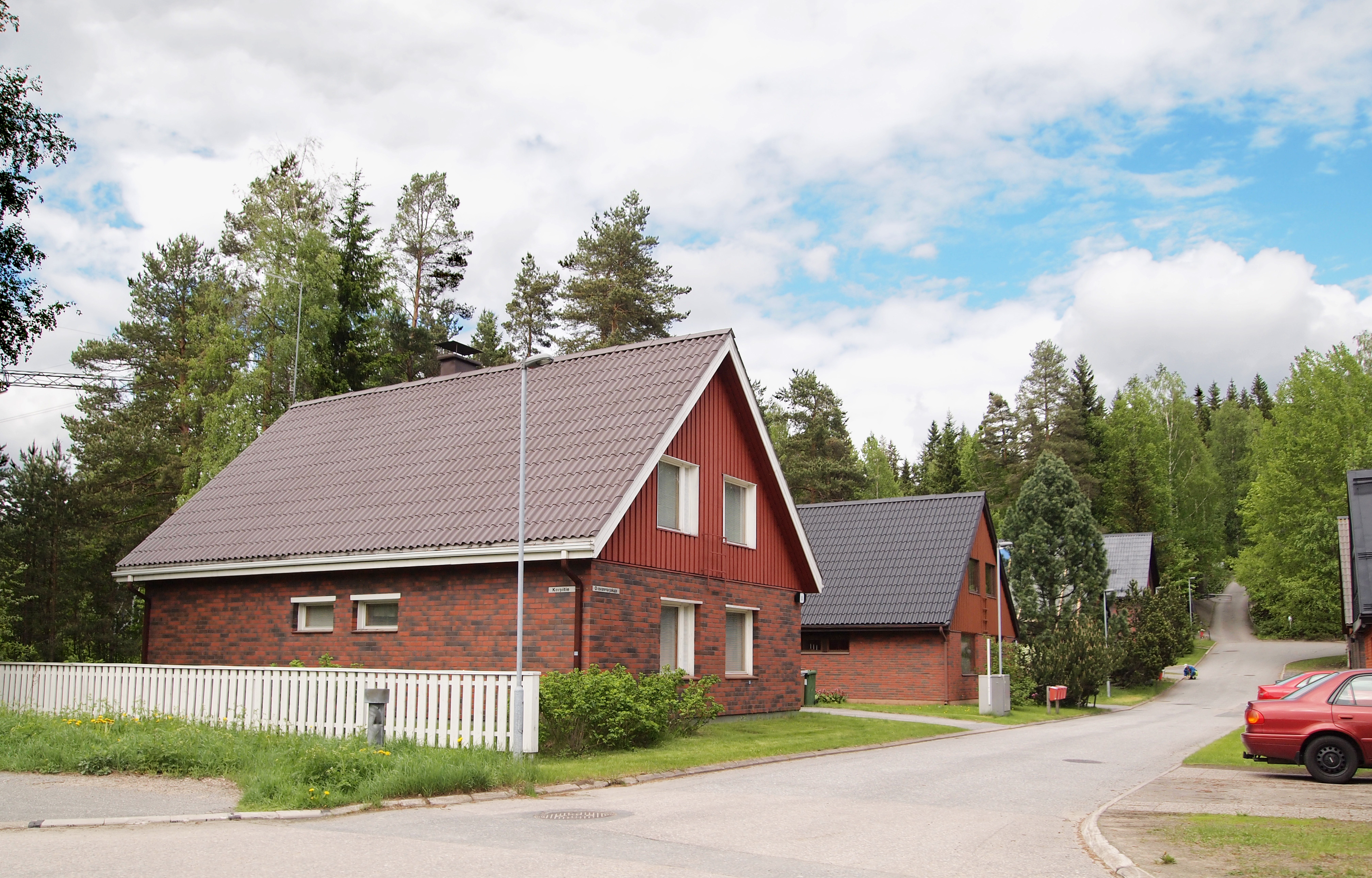
Maisons de Oravanmarjakuja.
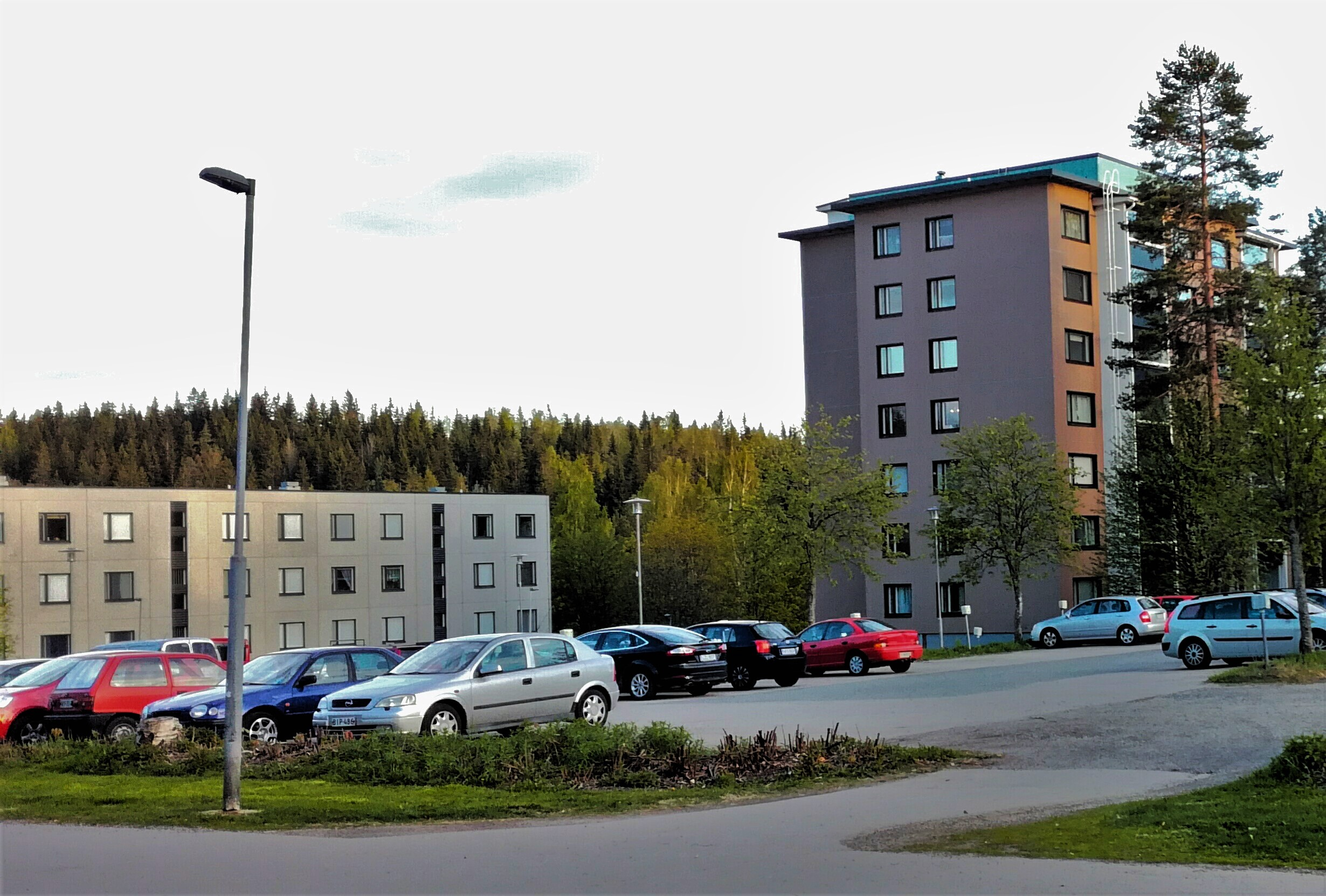
Immeubles de Kangaslampi.
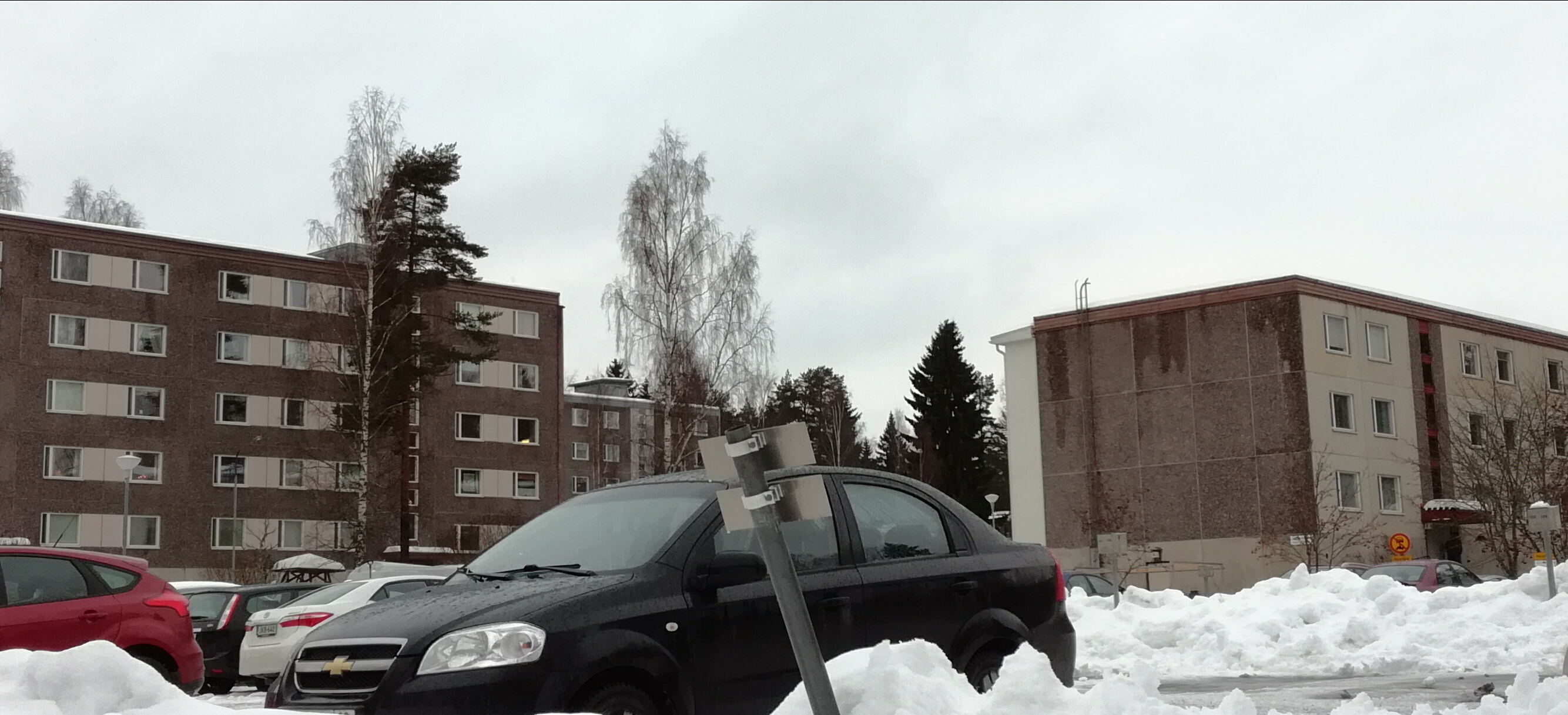
Zone de Sulu.